# 261 Batalion WOP
261 Batalion Wojsk Ochrony Pogranicza – samodzielny pododdział Wojsk Ochrony Pogranicza.

## Formowanie i zmiany organizacyjne
Na podstawie rozkazu MBP nr 043/org z 3 czerwca 1950, na bazie 15 Brygady Ochrony Pogranicza, sformowano 26 Brygadę Wojsk Pogranicza, a z dniem 1 stycznia 1951 29 batalion Ochrony Pogranicza przemianowano na 261 batalion WOP.

## Struktura organizacyjna
W 1954 batalionowi podlegały:
- 152 strażnica WOP Sołotwina
- 153 strażnica WOP Kuczery
- 154 strażnica WOP Krowica
- 155 strażnica WOP Wielkie Oczy
- 156 strażnica WOP Korczowa

## Dowódcy batalionu
- mjr Wacław Paterman (?-1952)
- kpt. Leon Serdyński (1952-?)